# Poulet-morgue
Poulet-morgue est un terme du français populaire béninois pour désigner la volaille congelée et importée de l’étranger, notamment d’Europe, des États-Unis ou du Brésil vers le Bénin, à très bas prix. Il est aussi connu en Afrique subsaharienne sous le nom de poulet congelé ou poulet importé ou même parfois poulet surgelé, par opposition au poulet local dénommé au Bénin poulet-bicyclette, un poulet rustique, à croissance très lente, élevé en plein air et qui a grandi dans la nature en recherchant sa nourriture sur un parcours agricole. Chaque année, plus de 100 000 tonnes d’ailes, de cuisses, d'abats, importés au Bénin, créent des difficultés à la filière avicole, car ils sont faciles d’accès pour la majorité de la population, qui vit sous le seuil de pauvreté.

## Impact sur l'économie
L’importation de ces types de poulets vendus à très bas prix et en grande partie impropre à la consommation humaine, a des conséquences graves sur la santé des consommateurs et la chute de la production locale africaine. « En effet, ils concurrencent le poulet local en termes de prix et aussi parce qu'il est proposé sous forme déjà plumée, découpée, "nettoyée". Des études ont montré en 2003 une perte s’élevant à 10,5 milliards de FCFA pour l'économie nationale du Cameroun du fait de l’importation du poulet congelé ».
Au Bénin, c'est la source de plusieurs maladies comme le cancer et de la chute drastique de la filière avicole.
En 2014, l'émission française Les dessous de la mondialisation décrit ces enjeux en diffusant un film documentaire de 29 minutes réalisé par Nadia Blétry, intitulé Bénin, poulet morgue.